# Prosper (prénom)
Pour les articles homonymes, voir Prosper.
Prosper est un prénom masculin. 

## Fête catholique
Ce prénom est fêté le 25 juin.

## Variantes
Il a pour variante masculine Prospert et pour formes féminines Prospère et Prospérine.